# Moto Gori
Moto Gori en Gori-Bimm zijn Italiaanse historische merken van motorfietsen van dezelfde fabrikant.
De bedrijfsnaam was: Officina Meccanica Gori, Firenze.
Vasco Gori had al ervaring in de scooterbouw toen hij aan het begin van de jaren zestig begon met zijn eigen productie van cross- en trialmotoren en af en toe een meer op de wegrace gericht model. Ze waren meestal voorzien van inbouwmotoren van Sachs, maar Gori paste ook blokjes van Minarelli, Hiro en Moto Morini toe.
Halverwege de jaren zestig bewerkte Gori de Motobimm en bracht deze onder de merknaam Gori-Bimm in de handel. In 1968 begon hij pas met de bouw van eigen modellen. De motorblokken construeerde hij naar voorbeelden van Sachs. Aanvankelijk hadden deze tweetakten 50 cc, later ook 125 cc. Moto Gori werd in 1976 overgenomen door SWM. Desondanks werden er nog enkele jaren motorfietsen met de naam Gori verkocht.